# Harchenburg
Die Harchenburg, auch Alte Burg genannt, ist eine abgegangene Spornburg auf einem 296,5 m ü. NN hohen Bergsporn des Heuchelbergs in der Gemarkung Schluchtern der Gemeinde Leingarten im Landkreis Heilbronn in Baden-Württemberg. Bei der zweiteiligen ehemaligen Burganlage handelt es sich vermutlich um eine frühmittelalterliche Fliehburg mit Wällen und Gräben in einer Gesamtlänge von 185 m auf einer Fläche von 1,1 ha, 50 bis 70 m über der umliegenden Talsohle.

## Forschungsgeschichte
In einer Urkunde des Jahres 1444 wird „Harchenburg“ als Ortsbezeichnung erwähnt. Die erste namentliche Erwähnung als Burganlage stammt aus dem späten 18. Jahrhundert. 1901 beschäftigte sich der Heilbronner Altertumsforscher Alfred Schliz erstmals ausführlicher mit der Harchenburg. Er unternahm kleinere Grabungen und fertigte eine Skizze. Die innere Befestigung schien ihm aus einer mit Erde bedeckten Trockenmauer zu bestehen; er hielt sie für einen Ringwall aus der Bronze- oder Hallstattzeit. Im Wall der Vorbefestigung fand er Steine und Mörtel. Die Harchenburg war deshalb für ihn der mittelalterliche Einbau einer Adelsburg in einen prähistorischen Ringwall. 1910 datierte G. A. Kolb die Harchenburg wie Alfred Schliz ins hohe Mittelalter, aber er sah in ihr keine Adelsburg, sondern eine Fliehburg. 1937 hielt Günter Beiler die gesamte Anlage für eine frühmittelalterliche Fliehburg. 1957 versuchte der Heilbronner Rektor Wilhelm Mattes die Fragen nach Entstehungszeit und Funktion der Burg durch archäologische Untersuchungen zu klären. Außer wenigen römerzeitlichen und mittelalterlichen Fundstücken und einigen neuzeitlichen Sandsteinplatten entdeckte er nichts. Mattes sah in der Harchenburg eine wegen der Ungarneinfälle im 10. Jahrhundert von den umliegenden Orten Schluchtern, Schwaigern und Großgartach gemeinsam angelegte und genutzte Fliehburg. 2001 hielt Rainer Kunze eine im 11. Jahrhundert, in der Zeit des Investiturstreits, errichtete Burg für wahrscheinlich, weil die sichelförmigen Wallgräben der Harchenburg typologisch in die Salierzeit (1024–1125) gehören. In der einschlägigen Literatur und den Archivalien gibt es keinen Hinweis auf den möglichen Erbauer einer Adelsburg. Die Ortsliteratur hält daher – wie Wilhelm Mattes – die Harchenburg für eine im 10. Jahrhundert errichtete Fliehburg. Im Verzeichnis von Kulturdenkmalen im Regionalverband Heilbronn-Franken ist die Harchenburg 2003 als vorgeschichtliche oder frühmittelalterliche Wallanlage aufgeführt.

## Beschreibung
An der schmalsten Stelle des Geländerückens, der die Harchenburg mit dem Heuchelberg verbindet, zeugt die Vorbefestigung, ein heute sehr verflachter Wallgraben, von der Sicherung des Zugangs zum Bergsporn. In südwestlicher Richtung liegt in einem Abstand von 150 Meter eine von Hang zu Hang geführte, 10 bis 14 Meter breite, leicht gebogene Abschnittsbefestigung aus Wall und vorgelagertem Graben. Sie sicherte den Zugang zur Vorburg. Am Süd- und Nordhang schließt der Wall an eine als Böschung angelegte Randbefestigung an. Mit einer Innenfläche von rund 70 Meter Länge und einer Breite von etwa 55 Meter stößt die Vorburg unmittelbar auf die 20 Meter breite Abschnittsbefestigung der Hauptburg, die vermutlich ursprünglich von der Randbefestigung der Vorburg umgeben war, dem bei Schliz erwähnten Ringwall. Mit ihrer rundlich-ovalen Form ist die Innenfläche der Hauptburg 85 Meter lang und bis zu 50 Meter breit. Der Wall der Abschnittsbefestigung schließt auf der Nordseite an die Hangbefestigung an, die nach etwa 40 Meter endet. Bis zur Bergspitze hin und auf der Südseite ist der Randbereich der Anlage durch Umbau und zahlreiche Abgrabungen in der Neuzeit verändert.